# Mariakapel (Posterholt)

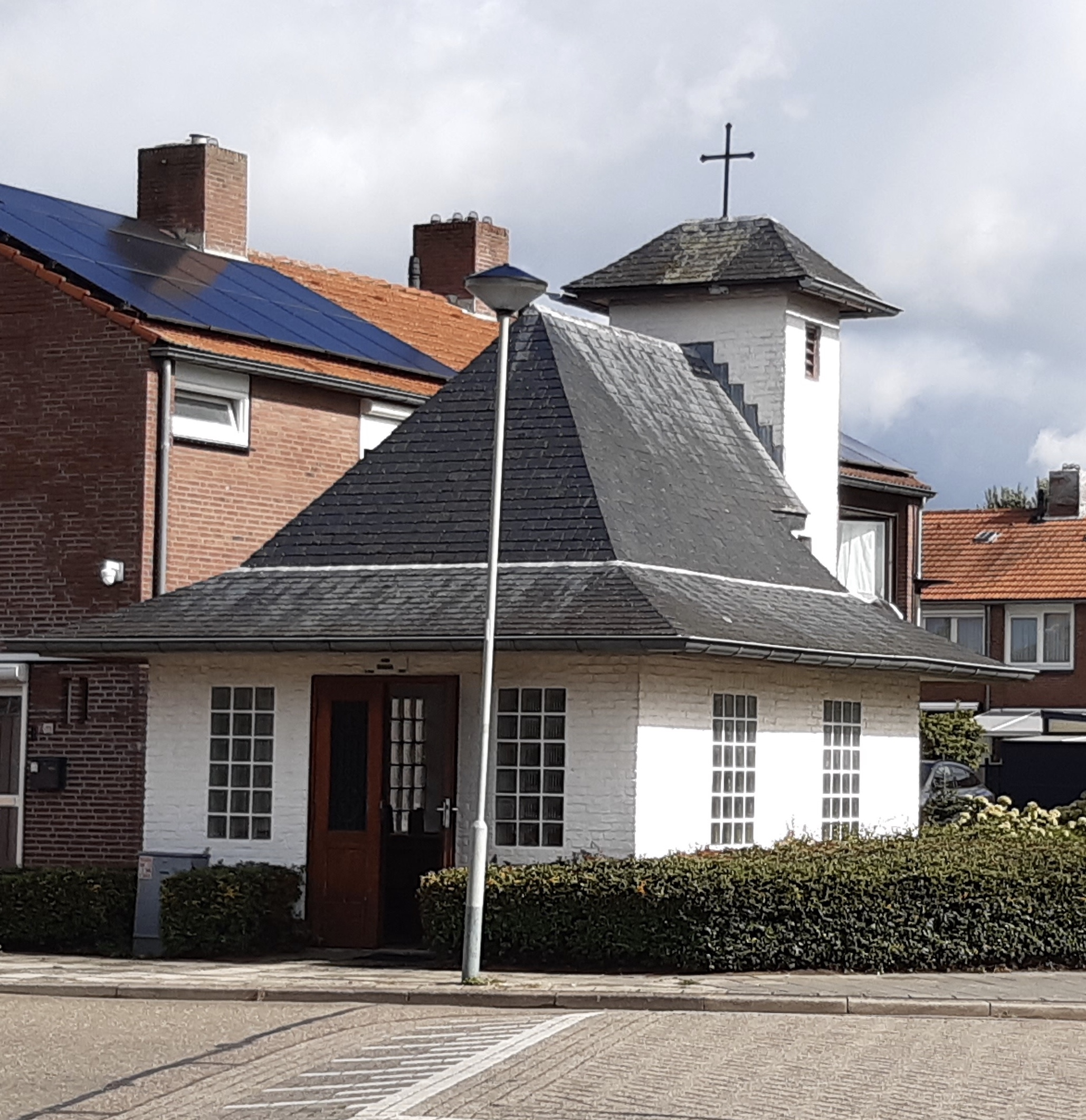
Mariakapel te Posterholt

De Mariakapel is een kapel in Posterholt in de Nederlandse gemeente Roerdalen. De kapel staat op de hoek van de Christinalaan met de Mgr. Koningsstraat midden in het dorp. 
De kapel is gewijd aan de heilige Maria.

## Geschiedenis
In 1939 besloot men tot de bouw van de kapel die op 5 mei 1940 in gebruik genomen werd.
In 1973 restaureerde men de kapel. Niet al te lang daarna sloeg de bliksem in en moest de kapel nogmaals hersteld worden.

## Gebouw

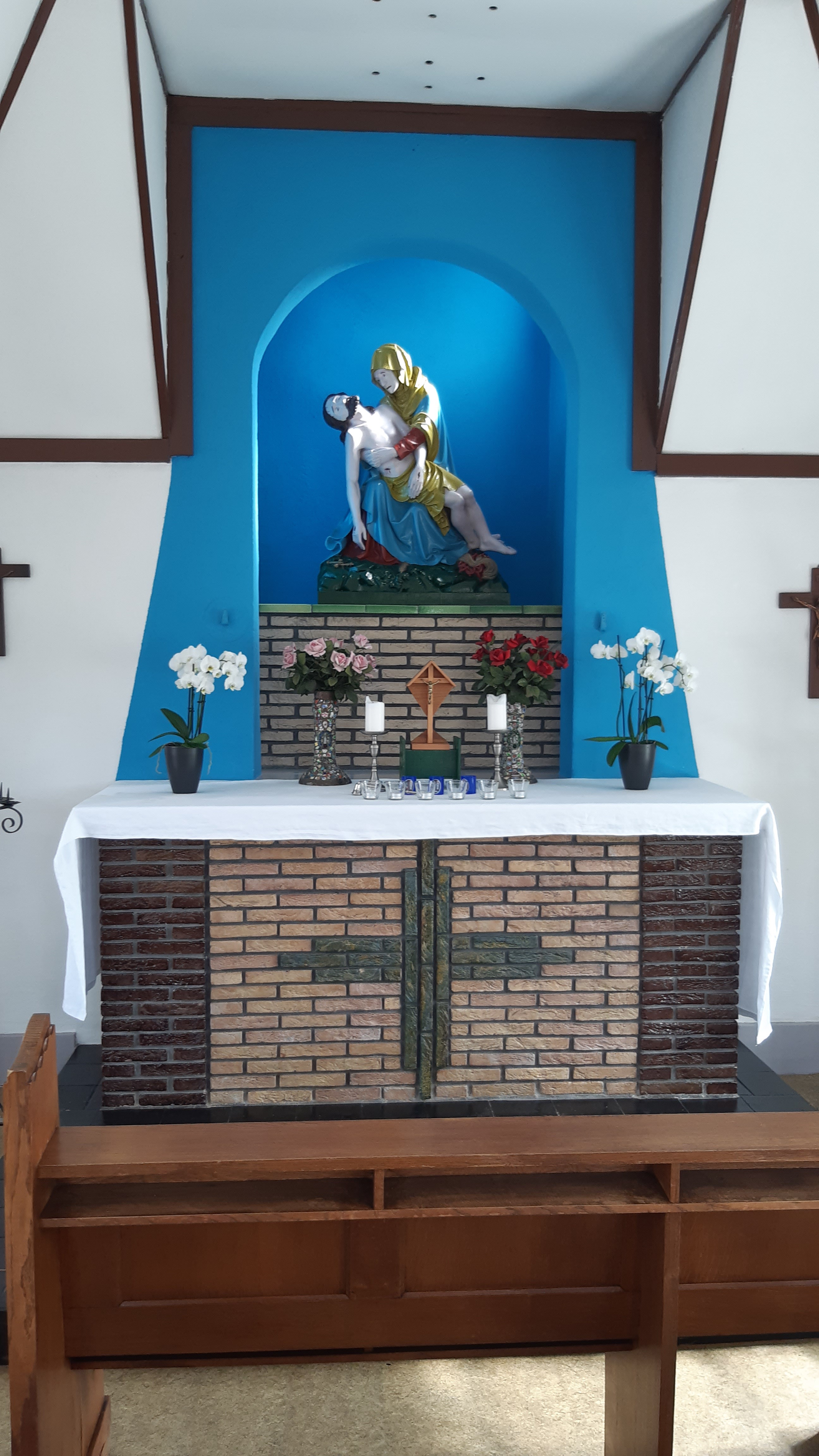
Altaar in de Mariakapel te Posterholt

De wit geschilderde bakstenen kapel is opgericht op een rechthoekig grondplan en wordt gedekt door een uitkragend schilddak met leien en ingesnoerde dakvoet. Aan de achterkant heeft de kapel een uitgebouwde klokkentoren met schilddak met leien met op de top een ijzeren kruis. In de frontgevel en zijgevels zijn er elk twee rechthoekige vensters aangebracht van glazen bouwstenen. In de frontgevel bevindt zich ook de rechthoekige toegang van de kapel die wordt afgesloten met een dubbele deur. Boven de ingang is een gevelsteen ingemetseld met de tekst Posterholt aan Maria 2 juli 1939.
Van binnen is de kapel wit gestuukt. Tegen de achterwand is een bakstenen altaar gemetseld. Boven het altaar is in de achterwand een rondboognis aangebracht. In de nis staat een veelkleurige beeld van een piëta die Maria toont met op haar schoot de dode Jezus.